# Croton stockeri
Croton stockeri là một loài thực vật có hoa trong họ Đại kích. Loài này được (Airy Shaw) Airy Shaw mô tả khoa học đầu tiên năm 1980.